# NGC 7570
NGC 7570 (другие обозначения — PGC 70912, UGC 12473, MCG 2-59-18, ZWG 431.32, KUG 2314+132, IRAS23142+1312) — спиральная галактика с перемычкой (SBa) в созвездии Пегас.
Этот объект входит в число перечисленных в оригинальной редакции «Нового общего каталога».